# Ulteo
Ulteo è un sistema operativo in software libero pubblicato nel 2008.

## Storia
Lo sviluppo iniziò nel 2006, con una versione alpha di Ulteo Application System denominata "Sirius", pubblicata per il periodo di test in data 6 dicembre 2006 e basata su architettura Kubuntu/Debian.
Il 20 settembre 2007 fu pubblicato in beta Online Desktop, un servizio "pensato in modo da offrire la possibilità di utilizzare l'Application System all'interno di un browser web", prescindendo in tal modo dal sistema operativo installato sul proprio PC. Lo scopo dichiarato era di rendere possibile l'uso di un sistema GNU/Linux anche agli utenti che non potessero o non volessero installarlo sul proprio PC. Includeva una suite completa OpenOffice.org a chiunque abbia un web-browser con i plugin JavaScript e ambiente Sun Java Runtime 1.4+ abilitati.
Il 17 marzo 2008 fu pubblicata la versione beta del sistema applicativo Sirius, basato su Kubuntu/Debian, che permetteva la sincronizzazione automatica dei documenti/dati presenti nel computer locale sul proprio Online Desktop, e l'aggiornamento automatico in background sia del sistema applicativo stesso che dei programmi installati.
Il 28 aprile 2008 fu pubblicata la prima versione del Virtual Desktop, pensato per consentire la sincronizzazione automatica dei documenti presenti all'interno di un computer su cui gira Microsoft Windows con quelli presenti su Online Desktop. La versione del 19 maggio 2008 usava CoLinux per girare all'interno Microsoft Windows.
In data 22 luglio 2008 fu pubblicata la prima versione stabile del sistema applicativo Ulteo, che comprende finalmente tutte le caratteristiche previste dal progetto in forma matura: file system composto da diversi strati SquashFs uniti tramite UnionFs, aggiornamento automatico e trasparente all'utente, sincronizzazione automatica e trasparente dei propri documenti con quelli presenti su Online Desktop e/o Virtual Desktop.

## Caratteristiche
Ulteo intendeva essere, secondo Duval, un sistema operativo facile-da-usare ed open-source nato per cambiare la maniera in cui le persone utilizzano i propri computer
Secondo il punto di vista di Gaël Duval e degli sviluppatori di Ulteo, riportato sull'annuncio relativo alla pubblicazione "gli utenti eseguono attività che dovrebbero essere riservate a specialisti dei computer, mentre pensiamo che essi dovrebbero occupare il loro tempo usando le applicazioni di cui hanno bisogno".
Ulteo intendeva quindi:
1. fornire sempre le applicazioni stabili più aggiornate ed aggiornarsi automaticamente
2. richiedere nessuna o pochissima manutenzione all'utente
3. aprire potenzialmente gli orizzonti dell'utente a qualsiasi applicazione esistente, nel modo più semplice

Kerberos era usato come sistema di single sign-on per tutti i servizi locali e on-line di Ulteo.
I diversi layer (kernel, X11, KDE) erano forniti tramite file SquashFS uniti insieme in un file system UnionFs, così da facilitare l'aggiornamento e la sincronizzazione.